# Liste der Straßen in Essen-Kupferdreh
Die Liste der Straßen in Essen-Kupferdreh beschreibt das Straßensystem im Essener Stadtteil Kupferdreh mit den entsprechenden historischen Bezügen.

## Überblick
In Kupferdreh leben 11469 Einwohner (30. September 2022) auf einer Fläche von 9,34 km². Der Stadtteil zählt zum Stadtbezirk VIII Essen-Ruhrhalbinsel. Kupferdreh bildet zusammen mit Byfang und einem Teil von Fischlaken den Postleitzahlenbezirk 45257.
Kupferdreh ist aus den beiden Honnschaften Hinsbeck und Rodberg sowie der Bauerschaft Dilldorf entstanden. Im Westen gibt es mit der Dilldorfer Höhe ein Neubaugebiet, im Osten ist „Alt-Byfang“, die Gegend rund um das alte Byfanger Gerichtshaus, dem Stadtteil angegliedert worden.
Der Stadtteil wird, im Norden beginnend, im Uhrzeigersinn folgendermaßen begrenzt:
 Bundesautobahn 44, Schroertal, Kleingartenanlage Engelssiepen, Bissenkamp, Byfanger Straße, Hirtental, Reulsbergweg, Eisenhammerweg und Prinz-Wilhelm-Bahn zu Byfang, Deilbach, Voßnacker Weg, Schafskanzel, eine Linie über das Land bis zum Priembergweg zu Velbert-Langenberg, folgend bis zur Rodberger Straße, Rodberger Straße und Hespertal zu Velbert-Mitte, weiterer Verlauf des Hespertals zu Heidhausen, Ludscheidtstraße und Moosbach zu Fischlaken und die Ruhr zu Heisingen.
In Kupferdreh gibt es 95 benannte Verkehrsflächen, darunter zwei Plätze. Davon befinden sich 16 Straßen nur teilweise im Stadtteil:

Bissenkamp, Byfanger Straße, Eisenhammerweg, Hirtental, Niederweniger Straße, Nierenhofer Straße und Reulsbergweg werden in Byfang fortgeführt, kurze Stücke der Straßen Asbachtal, Eickelbecktal und Priembergweg liegen in den Velberter Stadtbezirken Mitte und Langenberg, außerdem beginnt das Hespertal in Velbert. In die andere Richtung führt das Hespertal nach Fischlaken, genau wie die Hammer Straße, das Hardenbergufer und die Ludscheidtstraße. Die Kampmannbrücke überquert die Ruhr nach Heisingen.
Im Stadtteil liegt die Ausfahrt 39 Essen-Kupferdreh (an der Nierenhofer Straße) und Essen-Dilldorf (an der Dilldorfer Straße) der Bundesautobahn 44.
Durch Kupferdreh verlaufen außerdem Landes- und Kreisstraßen auf folgenden Straßenzügen:
- Landesstraße 191: (aus Byfang kommend) – Kupferdreher Straße – L439 – Nierenhofer Straße – Ende an der A44
- Landesstraße 438: (aus Velbert kommend) – Hespertal – (weiter in Heidhausen)
- Landesstraße 439: (aus Fischlaken kommend) – Hammer Straße – A44 – Dilldorfer Straße – L191 – Nierenhofer Straße – (weiter in Byfang)
- Kreisstraße 3: (aus Heisingen kommend) – Kampmannbrücke – Poststraße  – L191 – Byfanger Straße – Niederweniger Straße – (weiter in Byfang)
- Kreisstraße 31: (aus Velbert kommend) – Rodberger Straße – Ende an der L439

## Liste der Straßen
Die nachfolgende Tabelle gibt eine Übersicht über die Straßen und Wege im Stadtteil sowie einige dazugehörige Informationen.
- Name: aktuelle Bezeichnung der Straße.
- Länge/Maße in Metern:
 Die in der Übersicht enthaltenen Längenangaben sind gerundete Übersichtswerte, die in Google Earth mit dem dortigen Maßstab ermittelt wurden. Sie dienen Vergleichszwecken und werden, sofern amtliche Werte bekannt sind, ausgetauscht und gesondert gekennzeichnet.
 Bei Plätzen sind die Maße in der Form a × b angegeben.
 Der Zusatz (im Stadtteil) gibt an, dass die Länge die des Straßenabschnitts innerhalb Kupferdrehs ist, sofern die Straße in benachbarte Stadtteile weitergeführt wird.
 Der Zusatz (ohne Stichstraßen) gibt bei verzweigten Straßen die Länge der „Hauptstraße“ an.
 Der Zusatz (alle Straßenabschnitte zusammen) gibt an, dass die Straße so verwinkelt ist, dass keine „Hauptstraße“ besteht. Stattdessen wird die Länge aller Straßenabschnitte zusammengezählt.
- Herleitung: Ursprung oder Bezug des Namens
- Datum: amtliche Erstbenennung
- Anmerkungen: zusätzliche Informationen
- Bild: Foto der Straße oder eines anliegenden Objekts

| Name                   | Länge/Maße (in Metern)                | Herleitung | Datum der Benennung | Bemerkungen | Bild                                            |
| ---------------------- | ------------------------------------- | --- | ------------------- | --- | ----------------------------------------------- |
| Am Dolmen              | 230                                   | Steinkiste von Essen-Kupferdreh                                                                                   | 9. Mai 2000         | Die Straße Am Dolmen liegt in der Siedlung Dilldorfer Höhe zwischen Dilldorfer Allee und Zum Felsbüschken. Ihr Name erinnert an die neolithische Grabanlage, die 1937 bei Bauarbeiten an der damaligen Ruhrlandkaserne entdeckt wurde und später an die Rodberger Straße verlagert wurde, wo sie unsachgerecht verändert wurde, sodass sie den Eindruck eines Dolmen erweckt. |                                                 |
| Am Gerichtshaus        | 550                                   | Gerichtshaus Byfang                                                                                               | 20. Juli 1966       | Die Unterherrschaft Byfang hatte eine besondere Stellung innerhalb des Stifts Essen. So besaß sie zwar nur zwölf Höfe und zwölf Kotten, aber ein eigenes Gericht, dessen Gerichtsbarkeit 1661 Alexander von Drimborn zu Baldeney zugestanden war. Durch Erbschaft geriet es 1783 an den Freiherrn von Bottlenberg und später an den Freiherrn von Ritz. 1812 wurde die französische Gerichtsverfassung eingeführt und das Gericht Byfang kam zunächst an das Friedensgericht, dann 1815 an das Landgericht Werden. Der Name des letzten Richters war Franz Forst, der 1805 zum Richter ernannt worden war. Das alte Gerichtshaus wurde 1917 abgerissen, der Straßenname Am Gerichtshaus erinnert aber daran. Die Straße liegt zwischen Scharpenhang und Niederweniger Straße im Alt-Byfang genannten Teil der Herrschaft Byfang, der seit dem Zweiten Weltkrieg zu Kupferdreh zählt. |                                                 |
| Am Seebogen            | 240 (alle Straßenabschnitte zusammen) | Flussbogen des Baldeneysees                                                                                       | 17. Juli 2012       | Die Straße ist ein Neubaugebiet auf dem Gelände der ehemaligen Zementfabrik Narjes & Bender als Stichstraße von der Prinz-Friedrich-Straße. Der Name bezieht sich auf den Bogen der Ruhr bei Kupferdreh. |                                                 |
| Am Wieselbach          | 300                                   | Wieselbach, Bachlauf                                                                                              | 9. Mai 2000         | Die Straße Am Wieselbach liegt in der Siedlung Dilldorfer Höhe nahe dem namensgebenden Bach, der eine Senke westlich der Siedlung durchfließt und in den Baldeneysee mündet. Die Straße Am Wieselbach bildet eine Stichstraße zur Dilldorfer Allee. |                                                 |
| An den Friedhöfen      | 500                                   | Friedhöfe Kupferdreh                                                                                              | etwa 1926           | Die Straße An den Friedhöfen befindet sich zwischen Byfanger- und Niederweniger Straße nahe beim evangelischen Friedhof Kupferdreh (1883) und beim katholischen Friedhof Kupferdreh (1902/03). Daher leitet sich ihr Name ab. |                                                 |
| Anstockstraße          | 140                                   | Carl Julius Anstock, 1844–1923, Lehrer und Rektor an der Hinsbeckschule                                           | 20. Nov. 1937       | Carl Julius Anstock war von 1870 bis zu seiner Pensionierung Lehrer und später Rektor an der evangelischen Hinsbeckschule, um die er sich sehr verdient gemacht hat. Nach ihm ist die Anstockstraße benannt, die eine kurze Verbindung zwischen Kupferdreher Straße und Schwermannstraße darstellt und an der sich die heute kommunale Hinsbeckschule befindet. Sie hieß bis 1937 Schulstraße. |                                                 |
| Asbachtal              | 1600 im Stadtteil                     | Tal des Asbachs                                                                                                   | 20. Nov. 1937       | Die Straße Asbachtal verläuft im Tal des kleinen Bachlaufs Asbach, der aus Velbert kommend in Kupferdreh in den Deilbach mündet. Die Straße Asbachtal begleitet den Bach von der Stadtgrenze an und endet an der Dilldorfer Straße. Bis 1937 hieß sie Asbachtalweg. |                                                 |
| Auf'm Stöcken          | 150                                   | auf den Stöcken, Flurname                                                                                         | 11. Dez. 1974       | Auf'm Stöcken ist eine Stichstraße zum Schliepersberg, die ihren Namen von einer Katasterbezeichnung aus dem Jahr 1821 herleitet, nach der Wilhelm Reul zu Byfang Ackerland auf den Stöcken besitzt. |                                                 |
| Bahnstraße             | 150                                   | Prinz-Wilhelm-Bahn                                                                                                | 30. Jan. 1901       | Die Bahnstraße führt vom Kupferdreher Bahnhof und Kupferdreher Markt zur Kupferdreher Straße. Sie liegt an den Bahnstrecken Steele–Vohwinkel und Kupferdreh–Werden. | Haus an der Bahnstraße Ecke Kupferdreher Straße |
| Beisemannhang          | 290                                   | „Beisemann“, alter Kotten                                                                                         | 11. Dez. 1974       | Der Beisemannhang verbindet Niederweniger Straße und Schliepersberg und ist nach einem alten Kotten benannt. |                                                 |
| Benderstraße           | 230                                   | August Bender (1847–1926), Mitbegründer der Zementfabrik Narjes & Bender                                          | 14. Nov. 1935       | Der Chemiker Dr. phil. August Bender war seit 1872 bei der Friedrich Krupp AG angestellt und entwickelte zusammen mit seinem Schwager Theodor Narjes die Entphosphorisierung des Eisensteins. Dafür wurden sie von der Friedrich Krupp AG mit 30.000 Talern honoriert und konnten so 1883 die Portlandzementfabrik Narjes & Bender in Kupferdreh gründen. Die Benderstraße führt von der Kupferdreher Straße zum Heidenreichberg. In der Nähe liegen Narjesstraße und Zementstraße. Bis 1935 hieß die Straße Mittelstraße. |                                                 |
| Bissenkamp             | 210                                   | Zeche Bissenkamp, mundartliche Bezeichnung für die Zeche Beisenkamp                                               | 20. Nov. 1937       | Bissenkamp war ursprünglich der Name eines Nummerierungsbezirks in Byfang, der später auf die Zeche Beisenkamp überging, die 1802 in Betrieb ging und 1851 stillgelegt wurde. Die Straße Bissenkamp hieß bis 1937 Siepenweg und zweigt vom Engelssiepen in Alt-Byfang ab. |                                                 |
| Blockstraße            | 350                                   | Straße mit Wohnblöcken                                                                                            | etwa 1922           | Die Bergmannssiedlung Essen-Süd GmbH errichtete 1922/23 an der Blockstraße mehrere Mehrfamilienhäuser in Wohnblöcken, von denen sich der Name ableitet. Die Blockstraße führt vom Bovermanns Weg zur Byfanger Straße. |                                                 |
| Bovermanns Kamp        | 160                                   | Feld des Hofs Bovermann                                                                                           | 20. Nov. 1937       | Die ehemalige Lindenstraße erhielt 1937 den Namen Bovermanns Kamp, nach ihrer Lage auf einem zum Hofe Bovermann gehörenden umzäunten Feld (Kamp). Sie liegt parallel zum Bovermanns Weg an der Provesthöhe. |                                                 |
| Bovermanns Weg         | 400                                   | Hof Bovermann, altes Bauerngut                                                                                    | etwa 1909           | Der Bovermanns Weg ist nach dem Behandigungsgut Terboven oder Bovermann benannt, einem ehemaligen Bauernhof, der in den Sadelhof Viehausen und Hinsbeck gehörte. 1826 löste Wilhelm Kollenberg gen. Bovermann den Hof aus dem Fiskus aus und wurde daher uneingeschränkter Eigentümer des damals 58 Morgen großen Gutes. Der Bovermanns Weg verbindet Byfanger Straße und Blockstraße und hieß bis etwa 1909 zusammen mit dem Breddebuschhang Marienberg. |                                                 |
| Brackmannhang          | 140                                   | „Brackmannskotten“, altes Bauerngut                                                                               | 16. März 1979       | Der Brackmannhang ist wie der benachbarte Beisemannhang nach einem alten Kotten benannt, der im Bereich der Straße lag. Sie bildet eine Stichstraße zur Straße Am Gerichtshaus in Alt-Byfang. |                                                 |
| Breddebuschhang        | 210                                   | „Breddebusch“, Waldgebiet                                                                                         | 21. Okt. 1938       | Der Breddebusch war um 1823 ein Waldgebiet entlang der Kupferdreher Straße und dem Hinsbecker Berg, zwischen Provesthöhe und Schroertal. 1938 wurde die Straße Marienberg zur besseren Unterscheidung von der Marienbergstraße nach dem Waldstreifen Breddebuschhang genannt. Der Breddebuschhang verbindet in einem kleinen Bogen den Hinsbecker Berg mit dem Bovermanns Weg und der Marienbergstraße. |                                                 |
| Breddebuschhang        | 210                                   | „Breddebusch“, Waldgebiet                                                                                         | 21. Okt. 1938       | Der Breddebusch war um 1823 ein Waldgebiet entlang der Kupferdreher Straße und dem Hinsbecker Berg, zwischen Provesthöhe und Schroertal. 1938 wurde die Straße Marienberg zur besseren Unterscheidung von der Marienbergstraße nach dem Waldstreifen Breddebuschhang genannt. Der Breddebuschhang verbindet in einem kleinen Bogen den Hinsbecker Berg mit dem Bovermanns Weg und der Marienbergstraße. |                                                 |
| Brockessiepen          | 600                                   | Siepen des Brockeshofs                                                                                            | 20. Nov. 1937       | Die Straße Brockessiepen wurde nach dem zum Brockeshof oder Bruckhaushorf gehörigen Siepen benannt, der an der Mündung des Priehlbachs in den Deilbach lag. Die Straße Brockessiepen, die zuvor Schulweg hieß, verbindet den Priembergweg mit der Straße Eickelbecktal. |                                                 |
| Colsmanstraße          | 140                                   | Colsmann, Seidenweberfamilie                                                                                      | 20. Nov. 1937       | Die Familie Colsmann aus Langenberg gründete 1750 die Firma Colsmann, deren Produktion 1886 und deren Verwaltung 1935 nach Kupferdreh verlagert wurde. Diese Seidenweberei wurde schnell eine der größten und modernsten Deutschlands. Zur Zeit der Straßenbenennung waren etwa 1500 Personen hier beschäftigt. Die Colsmanstraße verbindet Hof- und Poststraße und hieß bis 1937 Kanalstraße. |                                                 |
| Deilbachbrücke         | 140                                   | Brücke über den Deilbach                                                                                          | 5. Juni 1934        | Die Deilbachbrücke führt von der Dilldorfer Straße zur Kupferdreher Straße über den Deilbach und trägt daher ihren Namen, bis 1934 Brückstraße. Einige Häuser östlich des Deilbachs sind ihr zugeordnet. |                                                 |
| Deilbachtal            | 2500                                  | Tal des Deilbachs                                                                                                 | 20. Nov. 1937       | Das Deilbachtal ist eine Straße im Tal des Deilbachs im äußersten Süden Kupferdrehs. Sie beginnt an der Dilldorfer Straße und verläuft in östliche Richtung, bis sie an der Singscheider Höhe endet und als Voßnacker Weg weitergeführt wird. Sie hieß bis 1937 Friedrichstraße. Am Deilbachtal befindet sich die Kraftwerksschule. |                                                 |
| Deilbachufer           | 260                                   | Ufer des Deilbachs                                                                                                | 5. Juni 1934        | Das Deilbachufer liegt in Dilldorf am westlichen Ufer des Deilbachs, der aus Velbert kommt und in Kupferdreh in die Ruhr mündet. Die Straße stellt eine Stichstraße zur Deilbachbrücke dar. Bis 1934 hieß sie Uferstraße. | Deilbach am Deilbachufer                        |
| Dilldorfer Allee       | 450                                   | Allee in der Dilldorfer Höhe                                                                                      | 9. Mai 2000         | Die Dilldorfer Allee ist die alleeartige Hauptstraße der Siedlung Dilldorfer Höhe auf dem Gelände der ehemaligen Ruhrlandkaserne. Sie führt vom Kreisverkehr an der Hammer Straße/Dilldorfer Straße mitten durch die Siedlung und endet am Frauenstein. | Dilldorfer Allee                                |
| Dilldorfer Straße      | 1200                                  | Dilldorf, Ortsteil von Kupferdreh                                                                                 | 20. Nov. 1937       | Die Dilldorfer Straße durchquert den Ortsteil Dilldorf, der 1899 in die Gemeinde Kupferdreh eingegliedert wurde. Sie beginnt an einem Kreisverkehr als Fortsetzung der Hammer Straße und führt in östliche Richtung bis zur Deilbachbrücke. An ihr liegt die Kirche St. Mariä Geburt, die seit der Profanierung der Pfarrkirche St. Josef 2013 die Hauptkirche des katholischen Pfarrbezirks St. Josef Kupferdreh darstellt. Bis 1937 hieß die Dilldorfer Straße zusammen mit der Rodberger Straße Velberter Straße. |                                                 |
| Dixbäume               | 800 ohne Stichstraßen: 600            | Diecksbäume, Flurname                                                                                             | 20. Nov. 1937       | Diecksbäume/Dixbäume ist ein alter Flurname, nach dem 1937 die ehemalige Hügelstraße benannt wurde. Sie führt von der Kupferdreher Straße bis zur Byfanger Straße, einige Stichstraßen zwischen Reulsbergweg, Schliepersberg und Dixbäume sind ihr ebenfalls zugeordnet. Am südlichen Teil der Straße steht die evangelische Christuskirche Kupferdreh. | Christuskirche an der Dixbäume                  |
| Drimbornweg            | 130                                   | Alexander Freiherr von Drimborn, † 1707, Erbkämmerer des Stiftes Essen                                            | 20. Juli 1966       | Der Drimbornweg liegt zwischen der Niederweniger Straße und Am Gerichtshaus in Alt-Byfang, auf dem Gelände des ehemaligen Gerichtshauses von Byfang. Wilhelm Alexander Freiherr von Drimborn wurde 1661 mit der Gerichtsbarkeit in der Herrschaft Byfang belehnt. Außerdem war er Erbkämmerer des Stiftes Essen, Erbvogt von Rellinghausen, Herr auf Baldeney und Erbmarschall der Abtei Werden. |                                                 |
| Eickelbecktal          | 1200 im Stadtteil                     | Eickelbeck, Bachlauf                                                                                              | 21. Okt. 1938       | Die Straße Eickelbecktal ist nach dem Bachlauf Eickelbeck benannt, an dessen Ufer sie liegt, und begleitet ihn von der Stadtgrenze zu Velbert bis zum Deilbachtal. Sie hieß bis 1938 Rolländchen. |                                                 |
| Eisenhammerweg         | 230                                   | Deilbachhammer, Wasserhammer                                                                                      | 30. Sep. 1935       | Der Deilbachhammer ist ein Wasserhammer an der Grenze zwischen Byfang und Kupferdreh, der noch bis Ende des 19. Jahrhunderts in Betrieb war, um Eisen zu hämmern. Der Deilbachhammer wurde um 1550 erbaut und stand seit 1917 still. 1936/37 stellten Stiftungen, die Stadt Essen, die Friedrich Krupp AG und andere Interessierte den Hammer wieder her, um ihn für Anschauungszwecke nutzen zu können. Der nach dem Hammer benannte Eisenhammerweg führt von der Nierenhofer Straße südwärts zum Deilbachtal. Zwischen der Eisenbahnstrecke Prinz-Wilhelm-Bahn und der Nierenhofer Straße bildet sie die Grenze zum Stadtteil Byfang. |                                                 |
| Engelssiepen           | 270                                   | Engelssiepen, alter Kotten                                                                                        | etwa 1922           | Der Engelssiepen war ein Kotten, nach dem um etwa 1922 diese Straße zwischen Marienberg- und Byfanger Straße benannt wurde. Zuvor war sie Teil des Marienbergs. Auch eine Kleingartenanlage nördlich der Straße trägt den Namen Engelssiepen. |                                                 |
| Frauenstein            | 1600 (1300+300)                       | Frauenstein, Flurname                                                                                             | 20. Nov. 1937       | Der Name Frauenstein wird erstmals um 1430 im Heberegister von Werden als Vrowensteyne genannt. Die heutige Straße liegt, getrennt durch die Bundesautobahn 44, teils in der Dilldorfer Höhe, teils in Dilldorf an der Oslenderstraße. Ein Stück wurde bereits 1937 so genannt (ehemals Grüner Weg), der andere Teil erhielt diesen Namen um 2000 mit der Erbauung des Neubaugebiets Dilldorfer Höhe. |                                                 |
| Gasstraße              | 280                                   | ehemaliges Gaswerk der Bürgermeisterei Kupferdreh                                                                 | 30. Jan. 1901       | Benannt nach dem alten Gaswerk von Kupferdreh bildet die Gasstraße die westliche Fortsetzung des Hinsbecker Bergs hinter der Kupferdreher Straße in einem Gewerbegebiet. |                                                 |
| Gillesweg              | 130                                   | Zeche Gilles Antoine, ehemaliges Bergwerk                                                                         | 3. Juni 1965        | Die Zeche Gilles Antoine ging 1872 als Nachfolger der Zeche Beisenkamp in Betrieb und wurde 1888 stillgelegt, ihr Schacht aber als Förderschacht für die Zeche Prinz Friedrich genutzt, die 1902 von der Gewerkschaft der Zeche Altendorf in Burgaltendorf übernommen wurde. Der Gillesweg liegt auf dem ehemaligen Grubenfeld der Zeche Gilles Antoine als Stichstraße zur Provesthöhe. |                                                 |
| Grotehang              | 160                                   | Grotengut, alter Bauernhof                                                                                        | 13. Dez. 1961       | Das Grotengut ist schon im 15. Jahrhundert auf Rechnungen der kleineren Klosterämter der Abtei Werden verzeichnet und gehörte zum Sadelhof Viehausen und Hinsbeck. Letztbehandigte waren Franz Carl Freiherr von Schirp zu Baldeney sowie Alexander Freiherr von Schirp. Der nach dem Hof benannte Grotehang führt winkelförmig von der Grotestraße zur Niederweniger Straße. |                                                 |
| Grotestraße            | 170                                   | Grotengut, alter Bauernhof                                                                                        | etwa 1928           | Das Grotengut ist schon im 15. Jahrhundert auf Rechnungen der kleineren Klosterämter der Abtei Werden verzeichnet und gehörte zum Sadelhof Viehausen und Hinsbeck. Letztbehandigte waren Franz Carl Freiherr von Schirp zu Baldeney sowie Alexander Freiherr von Schirp. Die nach dem Hof benannte Grotestraße verbindet Byfanger und Niederweniger Straße. |                                                 |
| Grunsbeckhof           | 130                                   | Grunsbeckhof, alter Bauernhof                                                                                     | 31. Dez. 2002       | Der Grunsbeckhof (auch „Greuelshof“) lag unterhalb des Offiziersheim der Ruhrlandkaserne auf der Dilldorfer Höhe ungefähr auf Höhe des Wohnhauses Frauenstein 168. Die nach dem Hof benannte Straße in der Neubausiedlung bildet eine Stichstraße zu Zum Felsbüschken. |                                                 |
| Hammer Straße          | 950 im Stadtteil                      | Hamm, ehemalige Honnschaft                                                                                        | 17. Jan. 1868       | Hamm war der Name einer Honnschaft im Bereich Werden, die heute größtenteils zu Fischlaken zählt. Die nach ihr benannte Hammer Straße durchquert sie auf ihrem Weg von Fischlaken nach Dilldorf. Zwischen 1908 und 1937 war sie auf Kupferdreher Gebiet in Werdener Straße umbenannt worden. |                                                 |
| Hardenbergufer         | 1300 im Stadtteil                     | Karl August von Hardenberg, 1750–1822, preußischer Staatsmann, der die Bauernbefreiung erfolgreich zu Ende führte | 8. Mai 1933         | Das Hardenbergufer führt am Baldeneysee entlang vom Bahnhof der Hespertalbahn in Kupferdreh durch Fischlaken bis nach Werden. Die Straße hieß bis 1933 teils Hafenstraße, teils Dodelle und teils Scheppener Weg. | Hardenbergufer                                  |
| Heidbergweg            | 450                                   | Am Heidberg, Flurname                                                                                             | 20. Nov. 1937       | Der Heidbergweg verbindet die Byfanger Straße und die Dixbäume, hier befindet sich das St.-Josef-Krankenhaus. Bis 1900 trug die Straße den Namen Am Feldmannshof, danach bis 1937 Südstraße. |                                                 |
| Heidenreichberg        | 130                                   | Heidenreich, Grubenfeld                                                                                           | 25. Feb. 1937       | Der Heidenreichberg liegt auf einer kleinen Anhöhe nahe dem Grubenfeld Heidenreich, zwischen Narjesstraße und Benderstraße, und trägt daher seinen Namen. Bis 1937 hieß er Oberstraße. |                                                 |
| Hellersberg            | 160                                   | Hof Hellersberg, alter Bauernhof                                                                                  | 21. Sep. 1955       | Der Hof Hellersberg ist ein alter Bauernhof, von dem auch der Werdener Abt Johann VI. (Heinrich Hellersberg, 1716–1780, Abt seit 1774) stammt. Nach ihm ist die Straße Hellersberg benannt, die von der Dilldorfer Allee abzweigt, aber nicht zum Neubaugebiet Dilldorfer Höhe gehört. Am Hellersberg befindet sich die Steinkiste von Essen-Kupferdreh. | Hellersberg mit Steinkiste                      |
| Hespertal              | 210 im Stadtteil                      | Tal der Hesper (eines Bachlaufs)                                                                                  | 20. Nov. 1937       | Der Hesperbach entspringt in Velbert-Röbbeck und fließt durch Fischlaken bis zur Ruhr, er ist bereits in einer Urkunde von 841 erwähnt. Die Straße Hespertal (bis 1937 Im Hespertal) folgt ihm ab der Stadtgrenze zu Velbert und endet in Fischlaken an der Hammer Straße. Nur ein kleines Stück der Straße (zwischen dem Hof Oberhespe und der Stadtgrenze) gehört zu Kupferdreh. |                                                 |
| Hinsbecker Berg        | 450                                   | Hinsbeck, Ortsteil von Kupferdreh                                                                                 | 12. Jan. 1934       | Der Hinsbecker Berg verbindet Kupferdreher und Byfanger Straße und liegt somit mitten im Gebiet der ehemaligen Honnschaft Hinsbeck, die als Hengistbeki um das Jahr 1000 erwähnt wird. Bis 1934 hieß sie Bergstraße. |                                                 |
| Hinsbecker Hang        | 90                                    | Hinsbeck, Ortsteil von Kupferdreh                                                                                 | 20. Jan. 1982       | Der Hinsbecker Hang zweigt vom Hinsbecker Berg ab und trägt daher seinen Namen. |                                                 |
| Hinsbecker Löh         | 500                                   | Hinsbecker Löh, Waldgebiet                                                                                        | 2. Nov. 1976        | Das Hinsbecker Löh war ein kleines Waldgebiet, das dann der Stichstraße zur Kupferdreher Straße ihren Namen gegeben hat. Bis 1936 hieß sie Löhstraße, 1976 wurde ihr zudem die Talstraße zugeordnet. |                                                 |
| Hirtental              | 230 im Stadtteil                      | willkürliche Namensgebung                                                                                         | 12. Nov. 1934       | Das Hirtental ist eine Stichstraße zur Byfanger Straße an der Grenze von Byfang und Alt-Byfang (Kupferdreh). Ihr Name lässt sich nicht auf einen Flurnamen zurückführen, sondern ist eine erfundene Bezeichnung. |                                                 |
| Hofstraße              | 140                                   | Hof Schulte-Hinsbeck, alter Bauernhof                                                                             | 13. Nov. 1900       | Die Hofstraße führt von der Kupferdreher Straße zum Kupferdreher Markt. Sie ist benannt nach dem Hof Schulte-Hinsbeck, der zum Sadelhof Viehausen gehörte und somit Behandigungsgut der Abtei Werden war. | Hofstraße                                       |
| Kampmannbrücke         | 500 im Stadtteil                      | Familie Kampmann, Besitzer der alten Ruhrfähre                                                                    | 28. Juni 1934       | Die Kampmannbrücke verbindet Heisingen und Kupferdreh, auch eine Straße zwischen Ruhr und Poststraße ist ihr zugeordnet. Seit 1790 besaß die Familie Kampmann an dieser Stelle eine Fähre über die Ruhr nach Heisingen, die 1831 in den Besitz des preußischen Staates überging, aber weiter von den Kampmanns unterhalten wurde. Ab 1884 war sie außer Familienbesitz und noch bis 1894 in Betrieb. Danach errichtete der Brennereibesitzer Kampmann mit Erlaubnis der Königlichen Regierung eine Schiffsbrücke. 1900 wurde die Straße zur Ruhr Ruhrstraße genannt, 1937 Kampmannbrücke, 1951 wurde diese zur Straße ausgebaut. Seit September 2016 wird sie wegen Bauschäden abgerissen und durch eine Schrägseilbrücke ersetzt. |                                                 |
| Kupferdreher Markt     | 40 × 40                               | Kupferdreher Marktplatz                                                                                           | 20. Nov. 1937       | Der Kupferdreher Markt ist der zentrale Marktplatz des Stadtteils Kupferdreh. Er befindet sich an der Kreuzung Hof-/Bahnstraße direkt am Kupferdreher Bahnhof, auch eine kleine Gasse zur Kupferdreher Straße ist zu ihm nummeriert. Bis 1911 hieß er Markt, danach bis 1937 Marktstraße. | Kupferdreher Markt                              |
| Kupferdreher Straße    | 2200                                  | nach Kupferdreh selbst benannt                                                                                    | 20. Nov. 1937       | Die Kupferdreher Straße beginnt als Fortsetzung der Langenberger Straße im Norden Kupferdrehs und durchquert den Stadtteil in Nord-Süd-Richtung, bis sie an der Nierenhofer Straße endet. Sie stellt die Hauptstraße Kupferdrehs dar, viele Geschäfte befinden sich an ihr, zudem bildet sie eine wichtige Durchgangsstraße. Bis 1937 hieß sie auch Hauptstraße. | Kupferdreher Straße                             |
| Leibergweg             | 170                                   | Leiberg, Flurname                                                                                                 | 11. Dez. 1974       | Ein Kotten Leyberg wird schon 1822 erwähnt, auch der Flurname bey Leyberg kommt vor. Der Name Leibergweg bezeichnet eine Stichstraße zum Schliepersberg. |                                                 |
| Leth                   | 450                                   | Auf'm Leth, Flurname                                                                                              | 21. Okt. 1938       | Der Straßenname Leth leitet sich von einem Flurnamen ab, der bereits 1810 in der Mutterrolle vorkommt, und bildet eine Stichstraße zum Deilbachtal im Süden Dilldorfs. |                                                 |
| Lothumweg              | 70                                    | Theodor Georg Lothum, 1741–1820, Richter der Unterherrschaft Byfang                                               | 20. Juli 1966       | Der Lothumweg ist wie der benachbarte Drimbornweg in Zusammenhang zum alten Byfanger Gericht, das in der Nähe stand, benannt. Er stellt eine Stichstraße zur Straße Am Gerichtshaus in Alt-Byfang dar und ist nach einem ehemaligen Richter benannt. |                                                 |
| Ludscheidtstraße       | 1300 im Stadtteil                     | Hof Ludscheidt, alter Bauernhof                                                                                   | 2. Juni 1922        | Der Hof Ludscheidt ist ein Gut in Kupferdreh am südlichen Teil der Ludscheidtstraße (Nr. 145), das schon aus dem Register um das Jahr 1000 bekannt ist und zum Sadelhof Barckhoven gehörte. 1873 ging der Hof an Johann Wilhelm Wortberg über. Die Ludscheidtstraße beginnt in Fischlaken an der Hammer Straße und führt durch den Südwesten von Kupferdreh bis zur Stadtgrenze, hinter der sie als Rottberger Straße fortgeführt wird. |                                                 |
| Marienberghang         | 130                                   | Marienberg, alter Nummerierungsbezirk                                                                             | 15. Apr. 1969       | Der Marienberghang ist eine Stichstraße zur Marienbergstraße und trägt daher seinen Namen. |                                                 |
| Marienbergstraße       | 500                                   | Marienberg, alter Nummerierungsbezirk                                                                             | etwa 1922           | Marienberg war ein Nummerierungsbezirk, der 1908 mit Schliepersberg und Möllneys Nocken aus der alten Nummerierungssektion C hervorging. 1909 wurde beschlossen, bei weiterer Bebauung Straßennamen einzuführen, sodass Marienbergstraße, Blockstraße, Engelssiepen etc. entstanden. Der Name Marienbergstraße leitet sich direkt vom alten Nummerierungsbezirk ab, der um 1922 aufgelöst wurde. Die Marienbergstraße führt von der Byfanger Straße nordwärts und adnn um eine kleine Kurve bis zur Blockstraße/Breddebuschhang und wird dahinter südwärts als Bovermanns Weg fortgeführt. |                                                 |
| Möllneyer Ufer         | 300                                   | Möllney, Flur- und Familienname                                                                                   | 14. Nov. 1935       | Möllney ist ein alter Familienname, der auch zu einem Flurnamen geführt hat. Da die Straße zwischen Deilbachbrücke und Kupferdreher Straße am Deilbach entlang führt, ergab sich der Name Möllneyer Ufer, zuvor hieß sie Bachstraße. |                                                 |
| Möllneys Nocken        | 280                                   | Möllney, Flur- und Familienname                                                                                   | 13. Apr. 1908       | Aus der Mutterrolle 1826 ist der Flurname Molnigs Nocken überliefert, davon leitet sich der Straßenname Möllneys Nocken ab, der eine Stichstraße zur Dixbäume nahe der Christuskirche bezeichnet. |                                                 |
| Narjesstraße           | 210                                   | Theodor Narjes (1847–1905), Mitbegründer der Zementfabrik Narjes & Bender                                         | 14. Nov. 1935       | Theodor Narjes war seit 1872 als Betriebsingenieur bei Krupp angestellt und entwickelte zusammen mit seinem Schwager August Bender die Entphosphorisierung des Eisensteins. Dafür wurden sie von der Friedrich Krupp AG mit 30.000 Talern honoriert und konnten so 1883 die Portlandzementfabrik Narjes & Bender in Kupferdreh gründen. Die Narjesstraße verbindet Dixbäume und Byfanger Straße. In der Nähe liegen Benderstraße und Zementstraße. Bis 1935 hieß die Straße Feldstraße. |                                                 |
| Niederweniger Straße   | 1100 im Stadtteil                     | Niederwenigern, Stadtteil von Hattingen                                                                           | 20. Jan. 1908       | Die Niederweniger Straße beginnt an der Byfanger Straße, führt von da aus ostwärts durch Byfang bis nach Hattingen-Niederwenigern, weshalb sie ihren Namen trägt. Hier befinden sich die Kupferdreher Friedhöfe. Bis 1908 hieß die Straße teilweise Oststraße. | Niederweniger Straße                            |
| Nierenhofer Straße     | 1800 im Stadtteil                     | Nierenhof, Stadtteil von Velbert                                                                                  | 27. Nov. 1907       | Die Nierenhofer Straße beginnt an der Kreuzung der Phönixhütte mit der Ausfahrt der Bundesautobahn 44 in Dilldorf und führt von dort aus als Landesstraße durch den Osten Kupferdrehs bis in den Velberter Stadtteil Nierenhof, wonach sie ihren Namen trägt. Bis 1907 war sie ab der heutigen Kupferdreher Straße zusammen mit dieser Teil der Hauptstraße, 1973 bis 1978 wurde der Straßenverlauf zum heutigen verändert. |                                                 |
| Oslenderstraße         | 280                                   | Wilhelm Oslender, 1824–1906, Pfarrer an St. Mariä Geburt Dilldorf                                                 | 5. Juni 1934        | Die Oslenderstraße bildet eine Stichstraße zur Dilldorfer Straße und war bis 1934 teils dem Phönixberg, teils der Hüttenstraße zugeordnet. Hier befindet sich die katholische Gemeindekirche St. Mariä Geburt, um deren Errichtung sich Wilhelm Oslender, der von 1872 bis 1905 Pfarrer in Dilldorf war, 1879 verdient gemacht hat. | St. Mariä Geburt an der Oslenderstraße          |
| Phönixberg             | 450 (alle Straßenabschnitte zusammen) | Anhöhe an der Eisenhütte Phoenix-Hütte                                                                            | 9. Mai 2000         | Der Name Phönixberg setzt sich aus der ehemaligen Kupferdreher Phönixhütte und der Anhöhe der Dilldorfer Höhe, auf der die Straße liegt, zusammen. Mehrere kleine Straßen in der Neubausiedlung zwischen Frauenstein und Dilldorfer Allee tragen den Namen Phönixberg. |                                                 |
| Phönixhütte            | 240                                   | Phoenix-Hütte, ehemalige Eisenhütte                                                                               | 5. Juni 1934        | Die Phönixhütte war eine Eisenhütte in Kupferdreh, die 1853 durch eine Aktiengesellschaft unter Beteiligung von französischen und Aachenern Geldgebern gegründet wurde und mit zwei Hochöfen sowie 36 Koksöfen in Betrieb ging. 1855 übernahm die Phönixhütte auch das Hochofenwerk Ch. Détilieux & Cie in Bergeborbeck. Seit 1874 leitete Friedrich Lange die Hütte. 1914 wurde die Kupferdreher Werk, 1926 auch das Bergeborbecker Werk stillgelegt. Über weitere Unternehmen blieb „der Phönix“ bestehen, bis er 1933 mit der Gelsenkirchener Bergwerks-AG fusionierte. 1948 entstand das Unternehmen neu als Hüttenwerke Phönix AG in Duisburg, fusionierte 1955 zur Phoenix-Rheinrohr AG und wurde 1963/64 von der August Thyssen-Hütte AG übernommen, die 1966 in der Thyssen-Röhrenwerke AG aufging und 1970 zur Mannesmannröhren-Werke AG vereinigt wurde. Die Straße Phönixhütte liegt auf dem Gelände der alten Hochofenwerke zwischen Prinz-Friedrich-Straße und Nierenhofer Straße. Bis 1934 war sie Teil der Weststraße. |                                                 |
| Poststraße             | 350                                   | Postamt Kupferdreh                                                                                                | 13. Nov. 1900       | Am 1. Februar 1855 eröffnete in Kupferdreh eine Postexpedition II. Klasse, die zu den Eisenbahnpostanstalten gehörte. Nach diesem alten Postamt wurde die Poststraße zwischen Kampmannbrücke und Kupferdreher Straße benannt, an der sich auch der Alte Bahnhof Kupferdreh (Haltepunkt der Hespertalbahn) befindet. |                                                 |
| Priehlbachtal          | 700                                   | Tal des Priehlbachs                                                                                               | 5. Aug. 1936        | Das Priehlbachtal ist eine Straße im Tal des Priehlbachs, wonach sie benannt ist. Sie folgt dem Bach von der Stadtgrenze an (als Verlängerung der Langenberger Kupferdreher Straße) bis zum Deilbachtal. |                                                 |
| Priembergweg           | 1600 im Stadtteil                     | Priemengut, alter Bauernhof                                                                                       | 20. Nov. 1937       | Der Priembergweg ist nach dem Priemengut benannt, das zum Sadelhof Hinsbeck gehörte und ein Behandigungsgut der Abtei Werden war. Er beginnt in Velbert-Langenberg und führt bis zur Dilldorfer Straße in Dilldorf. |                                                 |
| Priemhauser Weg        | 650                                   | Priemhäusgen, Flurname                                                                                            | 20. Nov. 1937       | Der Priemhauser Weg ist nach einem alten Flurnamen benannt, der wohl mit dem Priemengut zusammenhängt. Er führt vom Priembergweg zum Asbachtal und wurde bis 1937 inoffiziell Dellmannweg genannt. |                                                 |
| Prinz-Friedrich-Platz  | 30 × 20                               | Zeche Prinz Friedrich, ehemaliges Bergwerk                                                                        | 28. Juni 2011       | Die Zeche Prinz Friedrich wurde 1871 aus den Bergwerken Vereinigte Emil und Ida, Noch zum Glück, Mühlenbank und Gottessegen gegründet. 1891 kam die Zeche Gilles Antoine hinzu. Die Gewerkschaft Altendorf erwarb 1902 die Zeche und stellte 1908 den Betrieb ein, woraufhin die Essener Steinkohlenbergwerke den Schacht Prinz Friedrich übernahmen und auf diesem bis 1931 förderten. Danach diente der Schacht als Wetterschacht der Zeche Carl Funke (Schacht III). Nach der Zeche wurde der Platz vor dem Alten Bahnhof Kupferdreh 2011 Prinz-Friedrich-Platz genannt. | Alter Bahnhof am Prinz-Friedrich-Platz          |
| Prinz-Friedrich-Straße | 400                                   | Zeche Prinz Friedrich, ehemaliges Bergwerk                                                                        | 25. Feb. 1937       | Die Zeche Prinz Friedrich wurde 1871 aus den Bergwerken Vereinigte Emil und Ida, Noch zum Glück, Mühlenbank und Gottessegen gegründet. 1891 kam die Zeche Gilles Antoine hinzu. Die Gewerkschaft Altendorf erwarb 1902 die Zeche und stellte 1908 den Betrieb ein, woraufhin die Essener Steinkohlenbergwerke den Schacht Prinz Friedrich übernahmen und auf diesem bis 1931 förderten. Danach diente der Schacht als Wetterschacht der Zeche Carl Funke (Schacht III). Nach der Zeche wurde die ehemalige Straße Am Hafen, die ein Gewerbegebiet hinter der Phönixhütte erschließt, 1937 Prinz-Friedrich-Straße genannt. |                                                 |
| Prinz-Wilhelm-Damm     | 200                                   | Friedrich Wilhelm Karl, 1783–1851, Prinz von Preußen                                                              | 5. Juni 1934        | Prinz Wilhelm war Generalgouverneur der Provinzen Niederrhein und Westphalen und als solcher mit Ehefrau und Kindern 1831 im Deilthal, wo sie die 1828 gegründete Eisenbahn zwischen Heisingen und Langenberg besichtigten. Er gestattete dieser den Namen Prinz-Wilhelm-Bahn zu führen. Die Bahnstrecke wurde 1854 von der Bergisch-Märkischen Eisenbahngesellschaft übernommen, wurde später ausgebaut und ist bis heute als Bahnstrecke Wuppertal-Vohwinkel–Essen-Überruhr in Betrieb. Es handelt sich um die älteste deutsche Eisenbahnstrecke. Der Prinz-Wilhelm-Damm liegt an dieser Eisenbahnstrecke und hat daher seinen Namen. Er bildet eine Stichstraße zur Deilbachbrücke und hieß bis 1934 Dammstraße. |                                                 |
| Provesthöhe            | 350                                   | Provesthof, alter Bauernhof                                                                                       | 20. Nov. 1937       | Der Hof Sonnenschein wurde früher Provesthof genannt und war ein Behandigungsgut der Abtei Werden, das zum Sadelhof Viehausen und Hinsbeck gehörte. Die Provesthöhe liegt am alten Hof und verbindet Sandstraße und Bovermanns Weg. Sie hieß zuvor Hochstraße. |                                                 |
| Rathgeberhof           | 160                                   | Rathgeberhof, alter Bauernhof                                                                                     | 20. Nov. 1937       | Der Rathgeberhof wird schon im Heberegister der Abtei Werden von etwa 1430 als Raytgever van Dyldorp genannt und gehörte zum Sadelhof Viehausen und Hinsbeck. Die Straße Rathgeberhof, die zuvor Kapellenweg hieß, bildet eine Stichstraße zur Oslenderstraße in Dilldorf. |                                                 |
| Rehmanns Hof           | 1600                                  | Rehmanns Hof, alter Bauernhof                                                                                     | 21. Okt. 1938       | Der Rehmanns Hof wird bereits in einer Urkunde von 1479 erwähnt. 1510 und 1539 werden im Steuerregister Herde up den Rehe und Joan uppen Ree genannt. 1810 ist Heinrich Rehmann Besitzer des Hofs zu Rodberg. 1928 erwarb die Aktiengesellschaft für gemeinnützige Unternehmungen zum Zwecke der Erziehung und Krankenpflege aus Düsseldorf den Hof. Die nach dem Gut benannte Straße Rehmanns Hof liegt hinter der Hammer Straße. |                                                 |
| Reulsbergweg           | 1800                                  | Berg am Hof Reul                                                                                                  | 26. Mai 1939        | Der Hof Reul wird schon in einer Urkunde vom 16. Juni 1451 genannt, in der Dietrich von der Leythen und seine Schwester Margarethe das Bauerngut an Johann von dem Vytinckhove verkaufen. Der Reulsbergweg war die Zufahrt zu diesem Hof und führte steil bergan. Deswegen hieß er Reulsberg oder später eben Reulsbergweg. Er führt von der Straße Dixbäume zur Niederweniger Straße, eine Stichstraße gehört zu Byfang. Zwischen dieser und der Niederweniger Straße stellt der Reulsbergweg die Grenze zwischen beiden Stadtteilen dar. Ursprünglich wurde er Steinacker genannt. |                                                 |
| Rodberger Straße       | 2100                                  | Rodberg, Ortsteil von Kupferdreh                                                                                  | 20. Nov. 1937       | Rodberg war eine Honnschaft, die 1875 zusammen mit Hinsbeck zur Gemeinde Kupferdreh zusammengeschlossen wurde. Im Gegensatz zu Hinsbeck, wo sich heute der Kupferdreher Kern befindet, ist Rodberg bis heute noch bäuerlich geprägt. Die Rodberger Straße beginnt an der Hammer Straße/Dilldorfer Straße und durchquert den Ortsteil bis zur Stadtgrenze zu Velbert. Bis 1937 hieß sie zusammen mit der Dilldorfer Straße Velberter Straße. |                                                 |
| Ruhrlandbogen          | 450                                   | ehemalige Ruhrlandkaserne                                                                                         | 9. Mai 2000         | Der Ruhrlandbogen ist eine Straße in der Neubausiedlung Dilldorfer Höhe auf dem Gelände der ehemaligen Ruhrlandkaserne, nach der sie ihren Namen trägt. Sie liegt im Osten der Siedlung zwischen Dilldorfer Allee und Frauenstein. |                                                 |
| Ruhrwinkel             | 210                                   | Winkel im Verlauf der Ruhr                                                                                        | 31. Dez. 2002       | Der Name Ruhrwinkel bezieht sich auf die benachbarte Ruhr, die bei Kupferdreh einen Bogen (Winkel) zum Baldeneysee hin macht. Die Straße Ruhrwinkel liegt in der Neubausiedlung Dilldorfer Höhe zwischen Dilldorfer Allee und Am Dolmen. |                                                 |
| Sandstraße             | 190                                   | ehemalige Sandgrube                                                                                               | 13. Nov. 1900       | Zwischen Kupferdreher Straße, Sandstraße und Hinsbecker Berg lag früher eine große Sandgrube, nach der die Sandstraße zwischen Kupferdreher Straße und Provesthöhe benannt wurde. |                                                 |
| Schafskanzel           | 350                                   | Schafskanzel, Lagebezeichnung                                                                                     | 5. Juli 1950        | Die Schafskanzel liegt im äußersten Kupferdreher Südosten in einem ländlich geprägten Gebiet und stellt eine Stichstraße zum Voßnacker Weg dar. Ihr Name leitet sich von einer mündlich überlieferten Lagebezeichnung ab. |                                                 |
| Scharpenhang           | 550                                   | Scharpenberg, Flurname                                                                                            | 12. Nov. 1934       | Nach dem Flurnamen Scharpenberg erhielt der Scharpenhang zwischen Byfanger Straße und der Straße Am Gerichtshaus in Alt-Byfang seinen Namen. |                                                 |
| Schliepersberg         | 950                                   | Berg der Familie Schlieper                                                                                        | 3. Jan. 1908        | Johann Heinrich Schlieper errichtete 1849 einen Kotten auf einem Ackerstück, das er von Hermann Priem erworben hatte. Durch diesen Kotten der Familie Schlieper ist die mündliche Lagebezeichnung Schliepersberg entstanden, die 1908 auf die Straße überging, die bis dahin Am Heidberg hieß und zwischen Dixbäume und Niederweniger Straße liegt. |                                                 |
| Schliepershang         | 150                                   | Hang am Schliepersberg                                                                                            | 11. Dez. 1974       | Der Schliepershang ist eine Stichstraße zum Schliepersberg und daher in Anlehnung an diesen benannt. |                                                 |
| Schroertal             | 350                                   | Schroer, alter Kotten                                                                                             | 3. Juni 1935        | Das Schroertal ist eine Stichstraße zur Kupferdreher Straße im Norden des Stadtteils und nach einem alten, 1826 erwähnten Kotten benannt. |                                                 |
| Schwermannstraße       | 550                                   | Friedrich Schwermann, 1869–1930, Pfarrer an St. Josef                                                             | 5. Juni 1934        | Die Schwermannstraße führt vom Sportplatz des SV Kupferdreh hinter der Sandstraße durch die Kupferdreher Mitte bis zur Byfanger Straße, hinter der sie als Narjesstraße weitergeführt wird. Bis 2015 befand sich hier die 1902 bis 1904 errichtete katholische Pfarrkirche St. Josef, die wegen Baufälligkeit aufgegeben wurde. Außerdem liegen hier der Benderpark, der katholische Kindergarten, die Hinsbeckschule und das Stadtbad Kupferdreh. Die Straße ist nach Pfarrer Schwermann benannt, der von 1900 bis zu seinem Tod 1930 an St. Josef wirkte und die Kirche sowie das Krankenhaus erbauen ließ. 1928 wurde er zum Dechant von Hattingen ernannt. Vier Jahre nach seinem Tod gab man der ehemaligen Kirchstraße seinen Namen. |                                                 |
| Singscheider Höhe      | 850                                   | Hof Singscheid, alter Bauernhof                                                                                   | 5. Juli 1950        | Nach einem Flurnamen (Singscheider Berg), der sich vom alten Hof Singscheid ableitet, trägt die Singscheider Höhe im äußersten Südosten Kupferdrehs, im Gebiet der ehemaligen Bauerschaft Voßnacken, ihren Namen. Die Straße führt vom Singscheider Weg zum Deilbachtal. |                                                 |
| Singscheider Weg       | 1100                                  | Hof Singscheid, alter Bauernhof                                                                                   | 5. Juli 1950        | Vom Lehngut Singscheid der Abtei Werden in der ehemaligen Bauerschaft Voßnacken leiten die Singscheider Höhe und der Singscheider Weg ihre Namen ab. Der Singscheider Weg führt vom Deilbachtal zur Kupferdreher Straße in Velbert-Langenberg. |                                                 |
| Sollwiesenbusch        | 850                                   | Sollwiese, Flurname                                                                                               | 20. Nov. 1937       | Der Sollwiesenbusch war ein Waldstück auf der Flur Sollwiese am rechten Ufer des Asbachs. Die Straße Sollwiesenbusch, die zuvor Kuckucksweg hieß, verbindet das Asbachtal mit dem Priembergweg im Süden Kupferdrehs. |                                                 |
| Tholshof               | 220 (alle Straßenabschnitte zusammen) | Tholhof, alter Bauernhof                                                                                          | 9. Mai 2000         | Der Tholshof ist eine Straße im Neubaugebiet Dilldorfer Höhe, die zwischen Dilldorfer Allee und Ruhrlandbogen liegt. Sie ist nach einem alten Bauernhof benannt, dessen Gebäude noch heute oberhalb der Kreuzung Dilldorfer Straße/Hammer Straße stehen. |                                                 |
| Voßnacker Weg          | 1100                                  | Bauerschaft Voßnacken                                                                                             | 2. Feb. 1959        | Der Voßnacker Weg liegt zwischen Schafskanzel und Deilbachtal im äußersten Südosten Kupferdrehs auf dem Gebiet der ehemaligen Bauerschaft Voßnacken, die schon im 13. Jahrhundert erwähnt wird. |                                                 |
| Weubelshof             | 210                                   | Weubelshof, alter Bauernhof                                                                                       | 31. Aug. 1949       | Die Straße Weubelshof ist eine Stichstraße zur Rodberger Straße und trägt ihren Namen nach dem abteilich-werdenschen Behandigungsgut Weubel, das in einen Sadelhof gehörte. Die Gebäude des Hofs wurden 1911 von der Gewerkschaft des Bergwerks Adler in Kupferdreh gekauft. |                                                 |
| Wohlgemuthweg          | 230                                   | Zeche Wohlgemuth, ehemaliges Bergwerk                                                                             | 15. Juli 1954       | Die Zeche Wohlgemuth lag an der Grenze von Kupferdreh und Byfang, wurde 1792 gegründet und war das erste Bergwerk im Bergamtsbezirk Werden, auf dem eine Dampfmaschine installiert wurde. Sie wurde 1856 geschlossen. Der nach der Zeche benannte Wohlgemuthweg ist eine Stichstraße zum Schroertal. |                                                 |
| Zementstraße           | 270                                   | Zementfabrik Narjes & Bender                                                                                      | 5. Juni 1934        | Die Zementstraße erinnert an die Zementfabrik Narjes & Bender und liegt in einer Arbeiterkolonie dieses Zementwerks, das 1883 gegründet wurde und als erstes Unternehmen im Ruhrgebiet Hochofenzement herstellte. Das Werksgelände am Baldeneysee liegt brach, soll aber mit hochwertigen Villen bebaut werden. Die Zementstraße verbindet Benderstraße und Heidbergweg, in der Nähe liegt auch die Narjesstraße. Bis 1934 schrieb sie sich mit C, siehe Cementstraße. |                                                 |
| Zerresbuschweg         | 600                                   | Busch des Zerreskottens                                                                                           | 20. Nov. 1937       | Der Name Zerresbuschweg ist eine Zusammenziehung der Flurnamen Zerreskotten und Große Busch, die sich auf den Zerreskotten in der ehemaligen Bauerschaft Voßnacken im Kupferdreher Südosten beziehen. Der Zerresbuschweg, der zuvor Zerresweg hieß, ist eine Stichstraße zum Priehlbachtal. |                                                 |
| Zum Felsbüschken       | 130                                   | Felsbüschken, Name der bewaldeten Senke an der Straße                                                             | 31. Dez. 2002       | Die Straße Zum Felsbüschken liegt in der Neubausiedlung Dilldorfer Höhe, als Stichstraße zu Am Wieselbach. Westlich der Straße liegt eine bewaldete Senke, die früher zum Tholshof gehörte und unter älteren Kupferdrehern den Namen Felsbüschken trug. Es ist möglich, dass dieser Name aus Feldhaus’ Büschken entstand und auf Hermann Feldhaus zurückgeht, der um 1876 den Tholshof und somit auch das Felsbüschken besaß. |                                                 |
| Zur Tackenburg         | 630 (450+180)                         | Tackengut, alter Bauernhof                                                                                        | 5. Juli 1950        | Zur Tackenburg heißen zwei Stichstraßen zur Schafskanzel im äußersten Südosten Kupferdrehs, der ehemaligen Bauerschaft Voßnacken. Der Name leitet sich vom Tackengut ab, das schon im 15. Jahrhundert als Behandigungsgut zur Abtei Werden, Sadelhof Viehausen gehörte und am Ende der Straße lag. Im Volksmund wurde er Tackenburg genannt. |                                                 |

## Liste nicht mehr vorhandener Straßen
Die Liste ehemaliger Straßennamen erhebt keinen Anspruch auf Vollständigkeit.
| Name             | von           | bis                | umbenannt in (aktuell)                                                                         | Herleitung                                                          | Bemerkungen |
| ---------------- | ------------- | ------------------ | ---------------------------------------------------------------------------------------------- | ------------------------------------------------------------------- | --- |
| Am Feldmannshof  |               | 13. Nov. 1900      | → Heidbergweg                                                                                  |                                                                     | Zwischen 1900 und 1937 hieß sie Südstraße. |
| Am Hafen         |               | 25. Feb. 1937      | → Prinz-Friedrich-Straße                                                                       |                                                                     | |
| Am Heidberg      |               | 3. Jan. 1908       | → Schliepersberg                                                                               | nach einem alten Flurnamen                                          | |
| Asbachtalweg     |               | 20. Nov. 1937      | → Asbachtal                                                                                    | Weg im Tal des Asbachs                                              | |
| Bachstraße       | 13. Nov. 1900 | 14. Nov. 1935      | → Möllneyer Ufer                                                                               | Lage am Deilbach                                                    | |
| Bergstraße       | 6. Nov. 1900  | 12. Jan. 1934      | → Hinsbecker Berg                                                                              | Die Straße liegt auf einer Anhöhe.                                  | |
| Brückstraße      | 29. Jan. 1901 | 5. Juni 1934       | → Deilbachbrücke                                                                               | Die Straße bildet eine Brücke über den Deilbach.                    | |
| Cementstraße     | 30. Jan. 1901 | 5. Juni 1934       | → Zementstraße                                                                                 | Zementfabrik Narjes & Bender                                        | 1934 wurde lediglich die Schreibweise geändert. |
| Dammstraße       | etwa 1914     | 5. Juni 1934       | → Prinz-Wilhelm-Damm                                                                           | Die Dammstraße verläuft neben dem Damm der Prinz-Wilhelm-Eisenbahn. | |
| Dellmannweg      |               | 20. Nov. 1937      | → Priemhauser Weg                                                                              |                                                                     | Deilmannsweg war eine inoffizielle Bezeichnung. |
| Feldstraße       | 13. Nov. 1900 | 14. Nov. 1935      | → Narjesstraße                                                                                 |                                                                     | |
| Franzosenstraße  | vor 1910      | 20. Nov. 1937      | aufgehoben und überbaut                                                                        |                                                                     | Die Franzosenstraße folgte in etwa dem Verlauf der im Jahr 2000 neu angelegten Dilldorfer Allee. |
| Friedrichstraße  | 5. Juni 1907  | 20. Nov. 1937      | → Deilbachtal                                                                                  |                                                                     | |
| Grabenstraße     | vor 1928      | nach 1935          | aufgehoben und überbaut                                                                        |                                                                     | Die Grabenstraße zweigte von der Poststraße in nördlicher Richtung ab, führte dabei östlich parallel der heutigen Straße Hinsbecker Löh und dann auf diese. |
| Grüner Weg       |               | 20. Nov. 1937      | → Frauenstein                                                                                  |                                                                     | |
| Hauptstraße      | 30. Jan. 1901 | 20. Nov. 1937      | aufgeteilt zwischen → Kupferdreher Straße und → Nierenhofer Straße                             | Hauptstraße von Kupferdreh                                          | 1907 wurde der südliche Teil der Straße als Nierenhofer Straße abgetrennt. |
| Hochstraße       | 13. Nov. 1900 | 20. Nov. 1937      | → Provesthöhe                                                                                  |                                                                     | |
| Hügelstraße      | 30. Jan. 1901 | 20. Nov. 1937      | → Dixbäume                                                                                     |                                                                     | |
| Hüttenstraße     | 30. Jan. 1901 | 5. Juni 1934       | → Oslenderstraße                                                                               | Phoenix-Hütte                                                       | 1934 wurde die Hüttenstraße mit Teilen des Phönixbergs zur Oslenderstraße zusammengefasst. |
| Im Hespertal     | 2. Juni 1922  | 20. Nov. 1937      | → Hespertal                                                                                    | im Tal des Hesperbachs gelegen                                      | |
| Kanalstraße      | 7. Nov. 1900  | 20. Nov. 1937      | → Colsmanstraße                                                                                |                                                                     | |
| Kapellenweg      |               | 20. Nov. 1937      | → Rathgeberhof                                                                                 |                                                                     | |
| Kirchstraße      | 30. Jan. 1901 | 5. Juni 1934       | → Schwermannstraße                                                                             | Lage an der St.-Josef-Kirche                                        | |
| Kuckucksweg      |               | 20. Nov. 1937      | → Sollwiesenbusch                                                                              |                                                                     | |
| Lindenstraße     | 13. Nov. 1900 | 20. Nov. 1937      | → Bovermanns Kamp                                                                              | Linden, Baumgattung                                                 | |
| Löhstraße        | 13. Nov. 1900 | 15. Jan. 1936      | → Hinsbecker Löh                                                                               | Hinsbecker Löh, kleiner Waldstreifen                                | 1936 wurde die Löhstraße in Hinsbecker Löh umbenannt, die 1976 mit der Talstraße zusammengefasst wurde. |
| Marienberg       | etwa 1908     | 21. Okt. 1938      | aufgeteilt zwischen → Bovermanns Weg, → Breddebuschhang, → Engelssiepen und → Marienbergstraße |                                                                     | Der Marienberg war ursprünglich ein Nummerierungsbezirk, der 1908 aus dem Nummerierungssektor C entstand. Nacheinander wurden der Bovermanns Weg (1909), der Engelssiepen und die Marienbergstraße (1922) als Straßennamen eingeführt. 1938 wurde der Nummerierungsbezirk mit der Einführung des Straßennamens Breddebuschhang endgültig aufgelöst. |
| Markt            | etwa 1905     | etwa 1911          | → Kupferdreher Markt                                                                           | Marktplatz von Kupferdreh                                           | Nach 1911 hieß der Platz zunächst Marktstraße, bis er 1937 Kupferdreher Markt genannt wurde. |
| Marktstraße      | etwa 1911     | 20. Nov. 1937      | → Kupferdreher Markt                                                                           | Marktplatz von Kupferdreh                                           | Zuvor hieß der Platz Markt. |
| Mittelstraße     | 13. Nov. 1900 | 14. Nov. 1935      | → Benderstraße                                                                                 |                                                                     | |
| Oberstraße       | vor 1913      | 25. Feb. 1937      | → Heidenreichberg                                                                              |                                                                     | |
| Oststraße        | 30. Jan. 1901 | etwa 27. Nov. 1933 | aufgeteilt zwischen → Byfanger Straße und → Niederweniger Straße                               | Lage im Osten Kupferdrehs                                           | Sie begann an der Hauptstraße (heute Kupferdreher Straße) und führte von dort aus ostwärts nach Niederwenigern. Ihr östliches Teilstück wurde 1908 Niederweniger Straße genannt, ihr westliches Teilstück wurde 1933 mit der nördlich abzweigenden Wiesenstraße zur Byfanger Straße zusammengefasst.                                                |
| Rolländchen      | 5. Aug. 1936  | 21. Okt. 1938      | → Eickelbecktal                                                                                |                                                                     | |
| Ruhrstraße       | 13. Nov. 1900 | 28. Juni 1934      | → Kampmannbrücke                                                                               | führt zur Ruhr                                                      | |
| Schulstraße      | 6. Nov. 1900  | 20. Nov. 1937      | → Anstockstraße                                                                                | evangelische Schule, heute kommunale Hinsbeckschule                 | |
| Schulweg         |               | 20. Nov. 1937      | → Brockessiepen                                                                                |                                                                     | |
| Siepenweg        | etwa 1910     | 20. Nov. 1937      | → Bissenkamp                                                                                   |                                                                     | |
| Steinacker       |               | 26. Mai 1939       | → Reulsbergweg                                                                                 |                                                                     | |
| Südstraße        | 13. Nov. 1900 | 20. Nov. 1937      | → Heidbergweg                                                                                  | Lage im Süden Kupferdrehs                                           | Die Straße hieß bis 1900 Am Feldmannshof. |
| Talstraße        | 13. Nov. 1900 | 2. Nov. 1976       | → Hinsbecker Löh                                                                               |                                                                     | 1976 wurde die Talstraße der Straße Hinsbecker Löh angegliedert. |
| Uferstraße       | 13. Nov. 1900 | 5. Juni 1934       | → Deilbachufer                                                                                 | Lage am Ufer des Deilbachs                                          | |
| Velberter Straße | 6. Juni 1907  | 20. Nov. 1937      | aufgeteilt zwischen → Dilldorfer Straße und → Rodberger Straße                                 | führt nach Velbert                                                  | 1914 erhielt auch die heutige Dilldorfer Straße den Namen Velberter Straße. |
| Werdener Straße  | 13. Apr. 1908 | 20. Nov. 1937      | → Hammer Straße                                                                                | führt nach Werden                                                   | Die Hammer Straße, die ihren Namen bereits 1868 erhielt, war auf Kupferdreher Gebiet zwischen 1908 und 1937 in Werdener Straße umbenannt worden und erhielt dann ihren ursprünglichen Namen zurück. |
| Weststraße       | 30. Jan. 1901 | 5. Juni 1934       | → Phönixhütte                                                                                  | Lage im Westen Kupferdrehs                                          | |
| Wiesenstraße     | etwa 1911     | 27. Nov. 1933      | → Byfanger Straße                                                                              |                                                                     | Die Wiesenstraße wurde 1933 mit der Oststraße zur Byfanger Straße zusammengefasst. |
| Zerresweg        |               | 27. Nov. 1933      | → Zerresbuschweg                                                                               | Ehemaliger Zerreskotten                                             | Der Zerreskotten lag in der ehemaligen Bauerschaft Voßnacken im Kupferdreher Südosten. |